# Cybosia flavobscura
Cybosia flavobscura är en fjärilsart som beskrevs av Barend J. Lempke 1964. Cybosia flavobscura ingår i släktet Cybosia och familjen björnspinnare. Inga underarter finns listade i Catalogue of Life.